# Wykres lejkowy

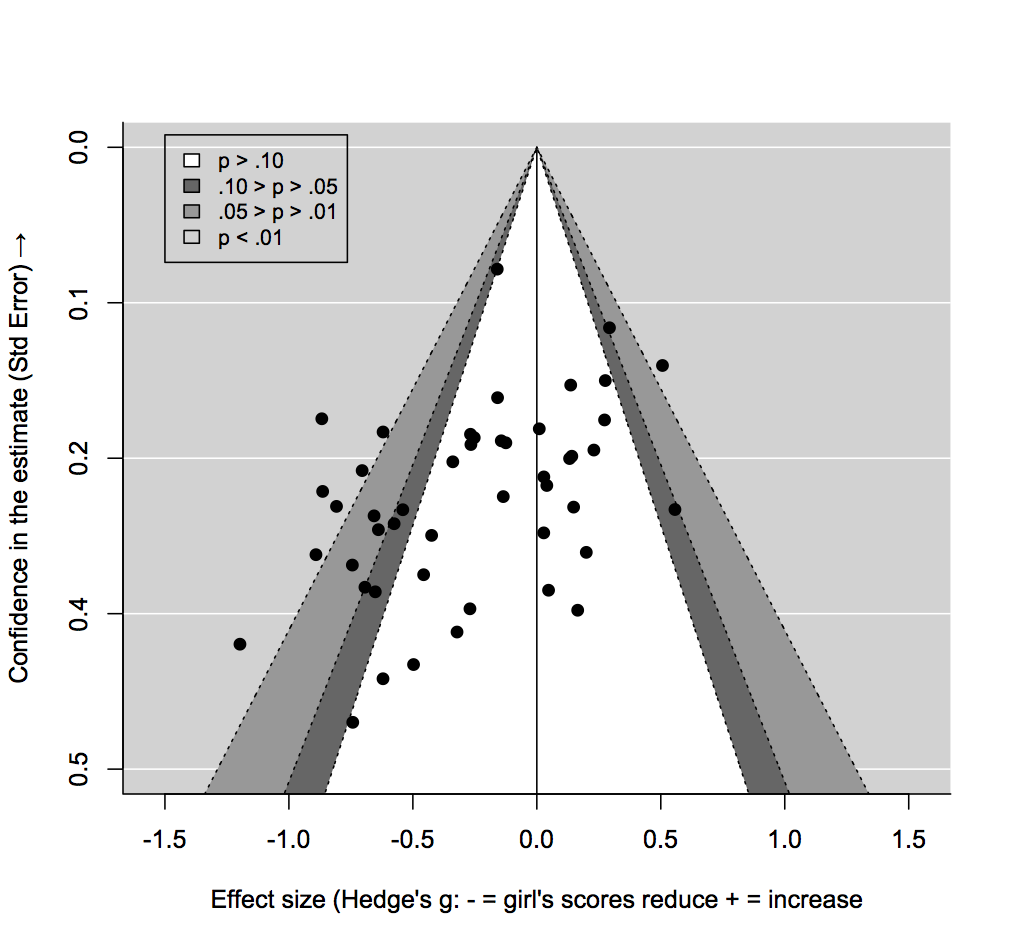
Przykład zastosowania wykresu lejkowego w jednej z metaanaliz. Wykres przedstawia wyniki badań nad zjawiskiem zagrożenia stereotypem u nastolatek. Ponieważ punkty na wykresie nie są rozmieszczone symetrycznie, sugeruje to obecność w literaturze tendencyjności publikacji

Wykres lejkowy (ang. funnel plot) – sposób graficznej prezentacji danych statystycznych pochodzących z różnych badań naukowych na jeden ściśle określony temat. Funnel plot jest wykorzystywany w systematycznych przeglądach literatury i metaanalizach danych jako narzędzie kontroli jakości metodologicznej i tendencyjności publikacji. W zbliżony sposób wykorzystuje się również tzw. krzywą p.
Poszczególne punkty na wykresie lejkowym oznaczają konkretne badania uwzględnione w przeglądzie systematycznym lub metaanalizie.  
Najczęściej wykres przypomina lejek – u podstawy wykresu znajdują się liczne wyniki uzyskane na małych próbach z dużym błędem standardowym, zaś u wierzchołka lejka znajdują się nieliczne badania uzyskane na dużych próbach z niewielkim błędem standardowym. Analizując wykres można dostrzec relację między liczebnością próby (bądź błędem standardowym oszacowań) a wielkością efektu (wyrażonego np. jako d Cohena). 